# SOMPO美術館

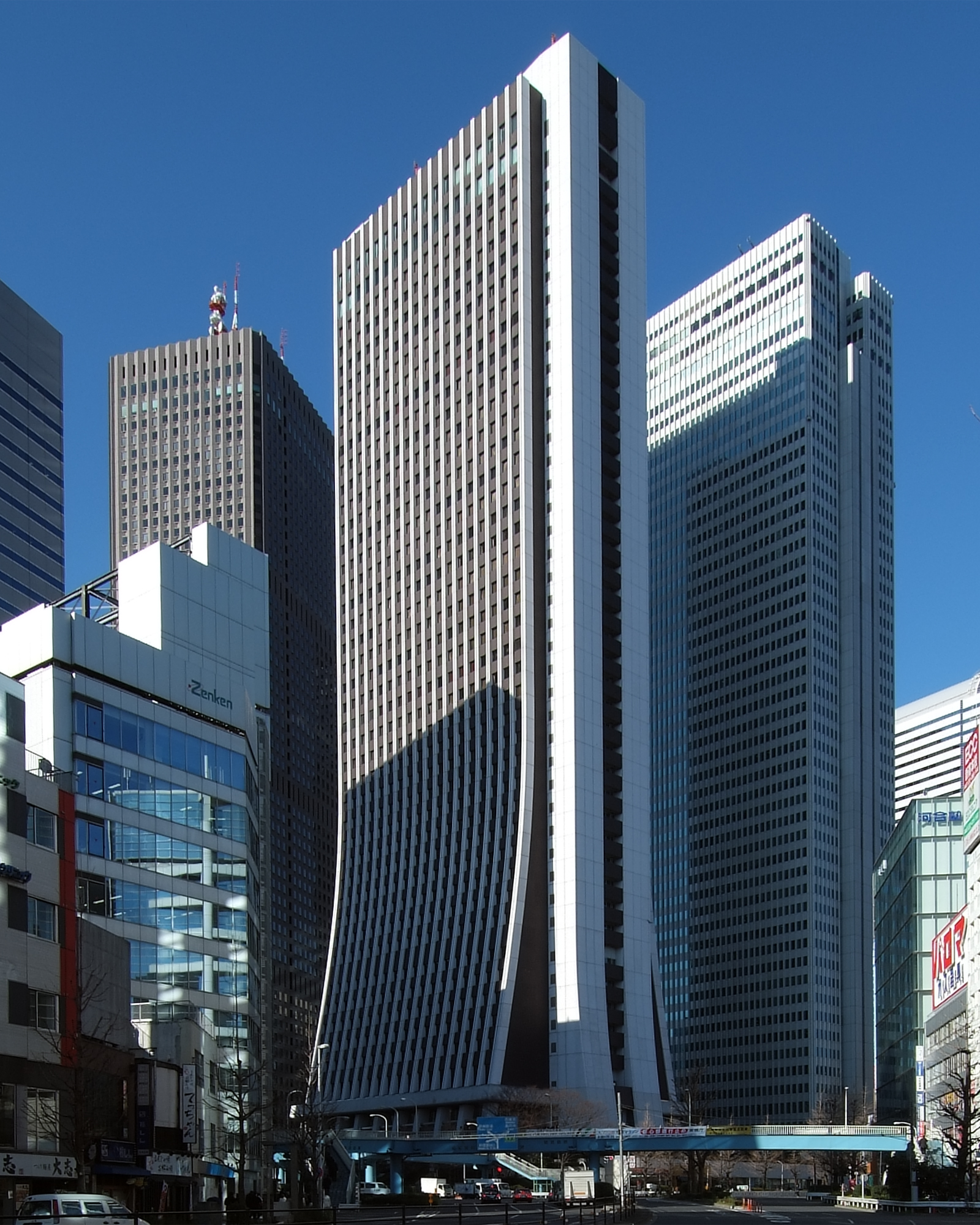
旧館のあった損保ジャパン本社ビル

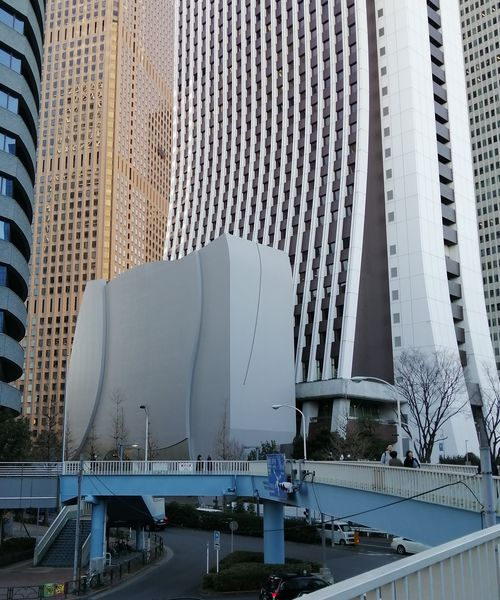
北東より望む

SOMPO美術館（そんぽびじゅつかん）は、東京都新宿区にある東郷青児の美術作品コレクションを中心とする美術館。公益財団法人SOMPO美術財団が運営している。
安田火災海上保険（現：損害保険ジャパン）の前身会社時代からその作品をパンフレットやカレンダーに用い、支援するなど縁の深い東郷青児の協力の下、西新宿に本社ビルを新築する際に美術館設置構想が持ち上がり、
自作200点やコレクションを提供を受け、1976年6月、運営法人である財団法人安田火災美術財団（現：公益財団法人SOMPO美術財団）を設立し、翌月、開業した安田火災海上本社ビル（現：損保ジャパン本社ビル）の42階に東郷青児美術館として開館。2020年7月、本社敷地内に別棟を新築して移転オープンした（下記参照）。

## 概要
東郷を初めとする現代日本人洋画家のコレクションが中心であるが、企画展ではポップアートを取り上げるなどの幅の広さがある。また、運営主体の公益財団法人が美術家育成の目的を持つことから、若手画家の展覧会や表彰企画が盛んである。しかし、2002年に第25回安田火災東郷青児美術館大賞を付与された和田義彦については、その受賞作品が盗作の疑いがあるとして受賞は取り消されている。
1987年から展示の所蔵作品で最も著名であろうゴッホの『ひまわり』は、約53億円で落札したことから注目を集めた。落札当初、欧米の美術界を中心に「贋作ではないか」という説が広がったが、これはゴッホ美術館の学芸員によって否定されている。2003年には、ゴッホが意図していたという2つの『ひまわり』と『ルーラン夫人ゆりかごを揺らす女』を並べるという企画展が催され、シカゴ美術館が所蔵する『ルーラン夫人』とゴッホ美術館が所蔵する『ひまわり』の貸し出しを受け、当館所蔵の『ひまわり』と組み合わせた展示が行われた。
この『ひまわり』は元はドイツ系ユダヤ人の銀行家パウル・フォン・メンデルスゾーン＝バルトルディが所有していたがナチス・ドイツによる略奪を避けるため1930年代に手放した経緯があり、遺族の相続人が2022年12月に所有権返還や賠償請求などを求めてアメリカ合衆国イリノイ州の連邦裁判所にSOMPOホールディングスを相手取り提訴したが、SOMPO側は争う意向と報じられている。

## 美術館の移転
美術館があった本社ビル内の施設（延床面積約1900平方メートル）ではすべての所蔵作品の常設展示が困難であり、ビル内にあることで搬入エレベーターを大きくできないなど、設備上の問題もあった。そうしたことから、2017年2月に美術館はビル敷地内に新たに地上6階・地下1階の美術館施設（延床面積約4000平方メートル）を建設すると発表した。この移転準備のため、2019年9月30日から翌年2月14日まで長期休館することになり、2019年7月30日、新しい美術館は「SOMPO美術館」に名称を変更すると発表した。
2020年2月15日から移転前最後の展覧会となる「FACE展 2020」（損保ジャパン日本興亜美術賞展）が開催された。同年3月15日まで開催される予定であったが、COVID-19の拡散防止のため同年3月3日から臨時休館となり3月2日は休館日であることから、展覧会終了日は3月1日となり、休館中の2020年4月1日付で名称変更した。
新美術館は2020年5月28日の開館予定であったが、新型コロナウイルス感染症（COVID-19）拡大の状況及び、政府・自治体からの要請を踏まえて、緊急事態宣言期間（東京都は4月7日から5月25日まで）中の同年5月11日に開館延期を発表、緊急事態宣言解除後の同年7月10日にようやく開館した。
建物は1 - 2階がカフェやミュージアムショップ、エントランスホールで、3 - 5階が展示スペース、6階が事務所および応接室という構成となり、設計は大成建設一級建築事務所、施工は大成・清水建設・鴻池組が担った。設計にあたっては、建物をひとつのアートと捉え、新宿の文化・芸術のランドマークとなるような建築を目指し、収蔵品の中核をなす優美な女性像が人気を博した東郷の作品もヒントになり、外観や内装とも柔らかな曲線を描くデザインが採用された。また正面玄関前には「ひまわり」を複製した陶板も設置された。

## 沿革
- 1976年

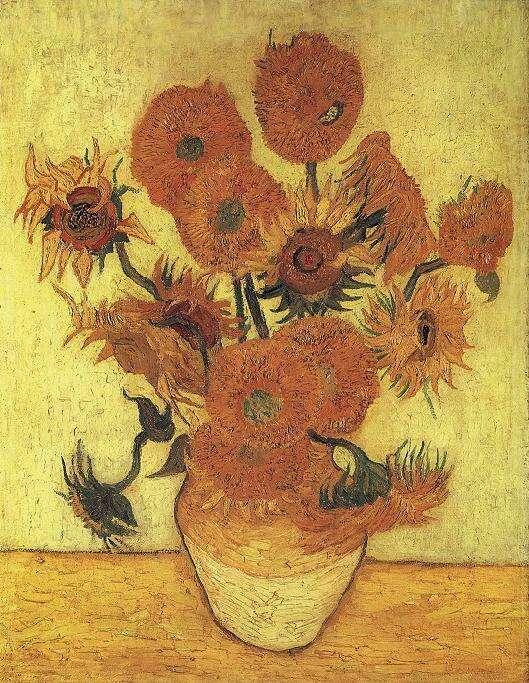
ファン・ゴッホ『ひまわり』

  - 6月 - 安田火災海上保険（現：損保ジャパン）が財団法人安田火災美術財団を設立[16][17]。
  - 7月 - 安田火災海上本社ビル（現：損保ジャパン本社ビル）42階に「東郷青児美術館」として開設[16]。
- 1978年 - 東郷の死去により遺族から美術品345点を受領する[16]。
- 1987年
  - 3月 - 安田火災がゴッホの「ひまわり」を3,992万1,750ドル（当時の為替レートで約53億円）で落札し、同年10月から展示を開始。
  - 4月 - 「安田火災東郷青児美術館」に名称変更。
- 2002年7月1日 - 損害保険ジャパン発足に伴い、運営法人名を「財団法人損保ジャパン美術財団」、美術館名を「損保ジャパン東郷青児美術館」に変更。
- 2010年4月1日 - 公益財団法人への移行に伴い、運営法人名を「公益財団法人損保ジャパン美術財団」に変更。
- 2013年2月23日 - 公益財団法人損保ジャパン美術財団により、新進作家のための公募コンクールが創設され、読売新聞社との共催で第一回FACE展が開催された[18]。以降、現在まで毎年度開催されている[19]。
- 2014年9月1日 - 損害保険ジャパン日本興亜発足に伴い、運営法人名を「公益財団法人損保ジャパン日本興亜美術財団」、美術館名を「東郷青児記念 損保ジャパン日本興亜美術館」に変更[20]。
- 2017年 - 東郷および長女たまみの著作権を取得[16]。
- 2020年
  - 4月1日 - 美術館名を「SOMPO美術館」に名称変更。また、美術館名称変更に伴い、運営法人名を「公益財団法人SOMPO美術財団」に変更。
  - 7月10日 - 損保ジャパン本社ビル隣接地に建設された新美術館へ移転開館[11]。

## 主な収蔵作品
- 東郷青児 『望郷』（1959年）
- フィンセント・ファン・ゴッホ 「ひまわり」(1888)[注釈 1]
- ポール・ゴーギャン「アリスカンの並木路、アルル」(1888)
- ポール・セザンヌ　「りんごとナプキン」(1879〜1880)
- ピエール＝オーギュスト・ルノワール　「帽子の娘」(1910)
- グランマ・モーゼス 「古い格子縞の家」（1944）

　　その他約630点を所蔵（2016年4月）

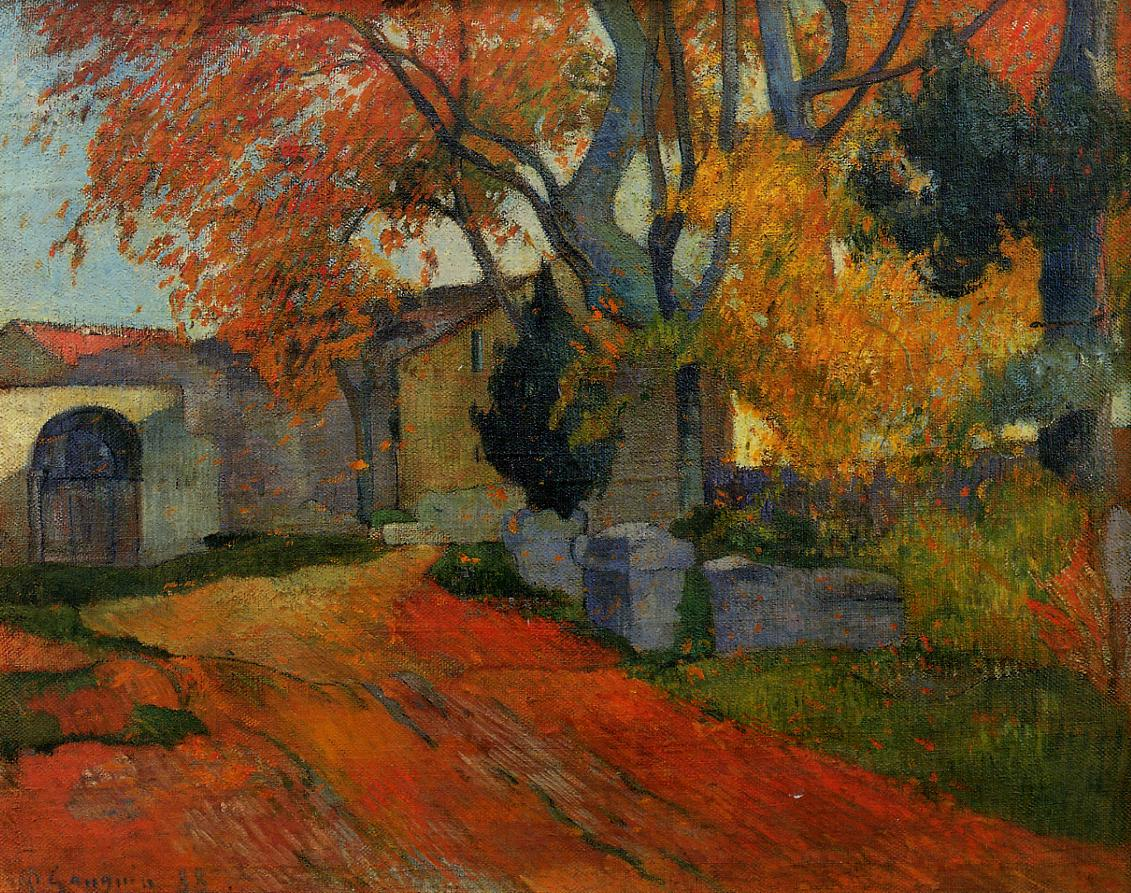
ゴーギャン『アリスカンの並木道、アルル』
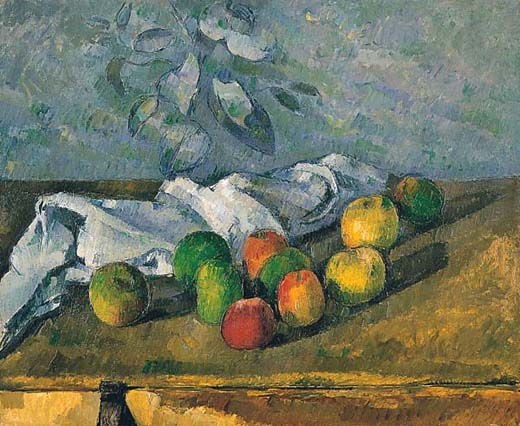
セザンヌ『りんごとナプキン』

## 登場する創造作品

### 映画
- 名探偵コナン 業火の向日葵 - ゴッホの『ひまわり』を怪盗キッドが盗むと予告した場所。本作品は当美術館及び経営会社が協力し、館長の原口秀夫は実名で登場している[21]。